# Holly Hendrix
Holly Hendrix (Lafayette, 20 april 1997) is een Amerikaans pornoactrice.

## Carrière
Hendrix groeide op in Savannah (Georgia). Op 18-jarige leeftijd debuteerde Hendrix als actrice in pornografische films. De achternaam van haar pseudoniem ontleende ze aan de door haar bewonderde zanger-gitarist Jimi Hendrix. Hendrix begon haar carrière bij online aanbieders van pornovideo's zoals Reality Kings en Brazzers. Sindsdien acteert ze ook in pornofilms die via de reguliere distributie van dvd's en blu-rays worden verspreid. Hendrix acteert zowel in heteroseksuele als in lesbische scènes. In 2017 won Hendrix de pornofilmprijs AVN Best New Starlet Award.

## Filmografie

### Lesbisch
- 2016: Lesbian Ass Eaters
- 2016: Lesbian Fantasies
- 2016: Squirt Gangbang 5
- 2016: Violation of Piper Perri
- 2016: Women Seeking Women 137
- 2017: Belladonna: Fetish Fanatic 21
- 2017: Dirty Little Angel
- 2017: Mother-Daughter Exchange Club 47
- 2018: Lesbian Anal Gapes Vol. 1

### Heteroseksueel (selectie)
- 2015: Stepdaddy Daydreams
- 2016: Daddy Fuck My Ass
- 2016: Disciplined Teens 4
- 2016: Exxxtra Small Chicks Fucking Huge Dicks 18
- 2016: Holly Hendrix's Anal Experience
- 2016: Manhandled Teens
- 2016: Throat Fuck Me 3
- 2017: All Stuffed Up 2
- 2017: Anal Sex Slaves 3
- 2017: Art of Anal Sex 5
- 2017: Best New Starlets 2017
- 2017: Swallowed 6
- 2017: Trashy Love Story
- 2018: The Cursed XXX
- 2018: Meet Mandingo Vol. 6
- 2018: Big Booty Balling
- 2018: True Confessions of a Porn Starlet 2

## Gewonnen prijzen
- 2016: Inked Awards, categorie Best Anal[2]
- 2017: AVN Awards, categorie Best New Starlet[3]
- 2017: AVN Awards, categorie Most Outrageous Sex Scene voor Holly Hendrix's Anal Experience (met Adriana Chechik en Markus Dupree)[3]
- 2017: XRCO Awards, categorie Superslut of the Year[4]
- 2017: Spank Bank Awards, categorie Fun Sized Fuck Toy[5]
- 2017: Spank Bank Technical Awards, categorie Immeasurable Carnal Prowess in a 4'10" Frame[5]